# Gorniès
Gorniès település Franciaországban, Hérault megyében. Lakosainak száma 107 fő (2022. január 1.). Gorniès Montdardier, Rogues, Saint-Laurent-le-Minier, Brissac, Cazilhac, Saint-André-de-Buèges és Saint-Jean-de-Buèges községekkel határos.

## Népesség
A település népességének változása:
| Lakosok száma | 110  | 131  | 136  | 118  | 118  | 128  | 127  | 118  | 113  | 107  |
|               | 1968 | 1982 | 1990 | 2006 | 2013 | 2015 | 2017 | 2019 | 2020 | 2022 |